# 田辺繁治
田辺 繁治（たなべ しげはる、1943年 - ）は、日本の文化人類学者。専攻は社会人類学。国立民族学博物館名誉教授、総合研究大学院大学名誉教授。東南アジア（主にタイ）における上座部仏教、精霊信仰、保健医療、エイズ自助研究が主である。

## 来歴
静岡県出身。静岡県立静岡高等学校卒業。1970年、京都大学文学部史学科卒業。同大学院文学研究科修士課程およびロンドン大学大学院東洋アフリカ研究学院博士課程修了。国立民族学博物館助手、同助教授、教授を歴任し、2004年3月定年退職。2004年から2009年まで大谷大学文学部教授を務めた。
1978年に渋沢賞、2008年に日本文化人類学会賞を受賞。

## 人物
- 実家は大手の料理旅館。
- 学生時代は京大全共闘の最高幹部とつながるマルクス主義者であり、1969年には立命館大学研心館占拠中の民青に突撃をかけて反撃され、牧田吉明とともにリンチを受け、それ以後は赤軍派に走った[2]。
- 1982年、牧田吉明により土田・日石・ピース缶爆弾事件の犯人グループの一人として東京地裁で名前を暴露されたことがある[3]。牧田証言によると、牧田が東京都渋谷区南平台のマンションで2回にわたり田辺に渡したピース缶爆弾は、8・9機動隊宿舎とアメリカ文化センターで使用されたという[2]。
- 哲学者の今村仁司と親交があった。

## 著作

### 単著
- 『生き方の人類学―実践とは何か』（講談社現代新書）2003
- 『ケアのコミュニティ』（岩波書店）2008
- 『「生」の人類学』（岩波書店）2010
- 『精神の人類学』（岩波書店）2013

### 編著
- 『人類学的認識の冒険―イデオロギーとプラクティス』（同文館出版）1989
- 『実践宗教の人類学―上座部仏教の世界』（京都大学学術出版会）1993
- 『アジアにおける宗教の再生―宗教的経験のポリティクス』（京都大学学術出版会）1995

### 共編著
- （松田素二共編）『日常的実践のエスノグラフィ─語り・コミュニティ・アイデンティティ』（世界思想社）2002
- （西井凉子共編）『社会空間の人類学―マテリアリティ・主体・モダニティ』（世界思想社）2006

## 翻訳
- パイトウーン=ポンサブット『タイ その国土と人々』帝国書院　1978　全訳世界の地理教科書シリーズ
- モーリス・ブロック『祝福から暴力へ 儀礼における歴史とイデオロギー』秋津元輝共訳　法政大学出版局　1994　叢書・ウニベルシタス